# Redwood County
Das Redwood County ist ein County im US-amerikanischen Bundesstaat Minnesota. Im Jahr 2020 hatte das County 15.425 Einwohner und eine Bevölkerungsdichte von 6,8 Einwohnern pro Quadratkilometer. Der Verwaltungssitz (County Seat) ist Redwood Falls.
Die Lower Sioux Indian Reservation liegt vollständig auf dem Gebiet des Redwood County.

## Geografie
Das County liegt im mittleren Südwesten von Minnesota an der Mündung des Redwood River in den Minnesota River. Es eine Fläche von 2282 Quadratkilometern, wovon vier Quadratkilometer Wasserfläche sind. An das Redwood County grenzen folgende Nachbarcountys:
| Yellow Medicine County |                   | Renville County |
| Lyon County            |                   | Brown County    |
| Murray County          | Cottonwood County |                 |

## Geschichte
Das Redwood County wurde am 4. November 1862 aus Teilen des Brown County gebildet. Benannt wurde es nach dem Redwood River, der das County durchfließt.

## Demografische Daten

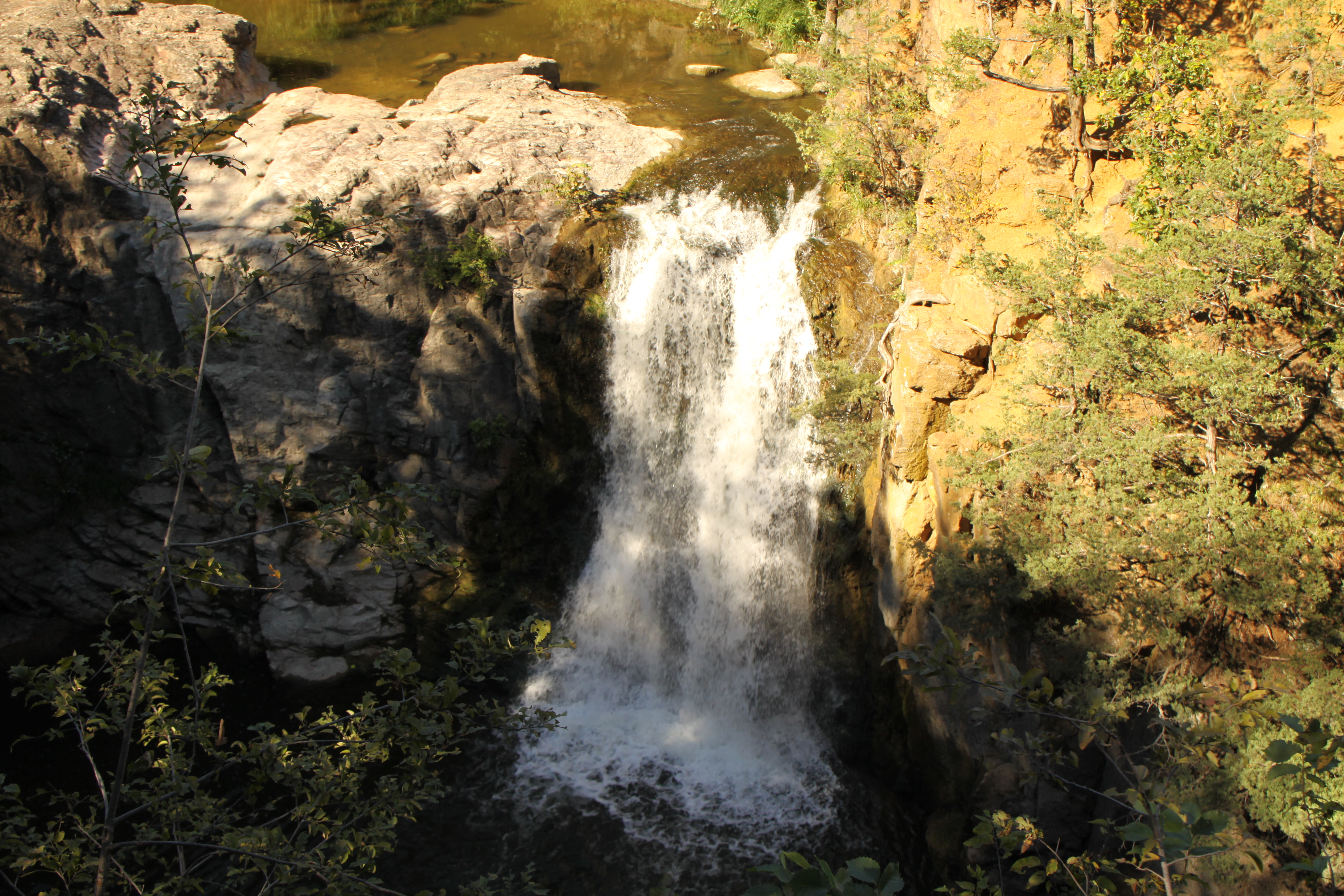
Ramsey Falls im Ramsey Park nahe Redwood Falls

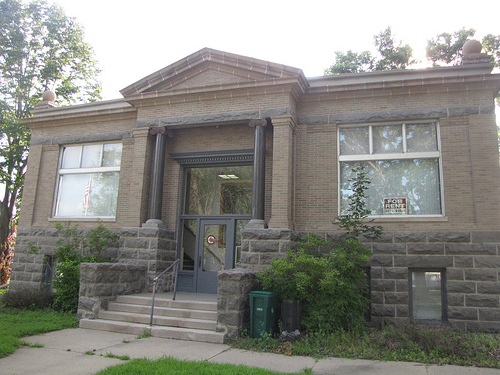
Redwood Falls Carnegie Library gelistet im NRHP

Nach der Volkszählung im Jahr 2010 lebten im Redwood County 16.059 Menschen in 6594 Haushalten. Die Bevölkerungsdichte betrug 7 Einwohner pro Quadratkilometer. In den 6594 Haushalten lebten statistisch je 2,36 Personen.
Ethnisch betrachtet setzte sich die Bevölkerung zusammen aus 89,3 Prozent Weißen, 0,6 Prozent Afroamerikanern, 5,0 Prozent amerikanischen Ureinwohnern, 3,2 Prozent Asiaten sowie aus anderen ethnischen Gruppen; 1,9 Prozent stammten von zwei oder mehr Ethnien ab. Unabhängig von der ethnischen Zugehörigkeit waren 2,2 Prozent der Bevölkerung spanischer oder lateinamerikanischer Abstammung.
24,5 Prozent der Bevölkerung waren unter 18 Jahre alt, 55,8 Prozent waren zwischen 18 und 64 und 19,7 Prozent waren 65 Jahre oder älter. 50,3 Prozent der Bevölkerung war weiblich.

Das jährliche Durchschnittseinkommen eines Haushalts lag bei 45.177 USD. Das Pro-Kopf-Einkommen betrug 24.493 USD. 10,5 Prozent der Einwohner lebten unterhalb der Armutsgrenze.

## Ortschaften im Redwood County
Citys
| - Belview - Clements - Delhi - Lamberton - Lucan | - Milroy - Morgan - Redwood Falls1 - Revere - Sanborn | - Seaforth - Vesta - Wabasso - Walnut Grove - Wanda |

1 – zu einem kleinen Teil im Renville County

## Gliederung
Das Redwood County ist neben den 15 Citys in 26 Townships eingeteilt:
| Township              | Einw. (2010) | FIPS     |
| --------------------- | ------------ | -------- |
| Brookville Township   | 224          | 27-08074 |
| Charlestown Township  | 208          | 27-10936 |
| Delhi Township        | 293          | 27-15562 |
| Gales Township        | 137          | 27-23048 |
| Granite Rock Township | 225          | 27-25316 |
| Honner Township       | 79           | 27-30068 |
| Johnsonville Township | 152          | 27-32048 |
| Kintire Township      | 182          | 27-33434 |
| Lamberton Township    | 193          | 27-35306 |
| Morgan Township       | 257          | 27-44134 |
| New Avon Township     | 191          | 27-45412 |
| North Hero Township   | 161          | 27-46996 |
| Paxton Township       | 555          | 27-49894 |

| Township               | Einw. (2010) | FIPS     |
| ---------------------- | ------------ | -------- |
| Redwood Falls Township | 181          | 27-53674 |
| Sheridan Township      | 197          | 27-59656 |
| Sherman Township       | 370          | 27-59692 |
| Springdale Township    | 217          | 27-61798 |
| Sundown Township       | 185          | 27-63526 |
| Swedes Forest Township | 121          | 27-63868 |
| Three Lakes Township   | 194          | 27-64822 |
| Underwood Township     | 206          | 27-66190 |
| Vail Township          | 229          | 27-66478 |
| Vesta Township         | 192          | 27-67000 |
| Waterbury Township     | 196          | 27-68494 |
| Westline Township      | 178          | 27-69538 |
| Willow Lake Township   | 222          | 27-70474 |

|  |